# 沼津市立浮島小学校
沼津市立浮島小学校（ぬまづしりつ うきしましょうがっこう）は、静岡県沼津市平沼にある公立小学校。

## 沿革
- 1885年（明治18年）8月 - 「阿野小学校」（「弘需館」（明治7年、井出村大泉寺）を明治13年8月に改称）と、「興隆舎」（明治8年1月、船津村興隆寺）、「篤恭舎」（明治8年5月、鳥谷村）を合併して「愛南小学校」と称し、井出村馬場に新校舎を建設[1]。
- 1887年（明治20年） - 「井出尋常小学校」に改称[1]。
- 1889年（明治22年）9月 - 駿東郡浮島村成立に伴い、「浮島尋常小学校」として再編[1]。
- 1941年（昭和16年）4月 - 「駿東郡浮島国民学校」に改称[1]。
- 1947年（昭和22年）4月 - 「駿東郡浮島村立浮島小学校」に改称[1]。
- 1955年（昭和30年）4月 - 町村合併により、「原町立浮島小学校」に改称[1]。
- 1968年（昭和43年）4月 - 沼津市への合併により、「沼津市立浮島小学校」と改称[1]。
- 1989年（平成元年）11月 - 創立100周年記念式典（3日）、記念祭典（4日）実施[1]。
- 2010年（平成22年）3月 - 創立120周年記念ハナミズキ植樹[1]。

## 通学区域
- 根古屋（ニュータウン原を除く）、井出、平沼、石川[2]

## 関連事項
- 静岡県小学校一覧